# Hypopholis uelensis
Hypopholis uelensis är en skalbaggsart som beskrevs av Louis Burgeon 1946. Hypopholis uelensis ingår i släktet Hypopholis och familjen Melolonthidae. Inga underarter finns listade i Catalogue of Life.